# 来迎寺村
来迎寺村（らいこうじむら）は、かつて新潟県三島郡にあった村。

## 沿革
- 1889年（明治22年）4月1日 - 町村制施行に伴い三島郡来迎寺村、朝日村が合併し、来迎寺村が発足。
- 1901年（明治34年）11月1日 - 三島郡中野島村、浦村と合併して、来迎寺村を新設。
- 1955年（昭和30年）3月31日 - 三島郡岩塚村・塚山村、古志郡石津村と合併し、三島郡越路町となり消滅。